# Могадору
Могадо́ру (порт. и мирандск. Mogadouro [mugɐ'do(ou)ɾu]) — посёлок городского типа в Португалии, центр одноимённого муниципалитета в составе округа Браганса. По старому административному делению входил в провинцию Траз-уж-Монтиш и Алту-Дору. Входит в экономико-статистический субрегион Алту-Траз-уж-Монтиш, который входит в Северный регион. Численность населения — 3,6 тыс. жителей (посёлок), 10,6 тыс. жителей (муниципалитет). Занимает площадь 758 км².
Покровителем посёлка считается Святой Мамеде. Праздник посёлка — 15 октября.

## Расположение
Посёлок расположен в 52 км на юг от адм. центра округа города Браганса.
Муниципалитет граничит:
- на севере — муниципалитет Маседу-де-Кавалейруш, Вимиозу
- на северо-востоке — муниципалитет Миранда-ду-Дору
- на юго-востоке — Испания
- на юге — муниципалитет Фрейшу-де-Эшпада-а-Синта, Торре-де-Монкорву
- на западе — муниципалитет Алфандега-да-Фе

## История
Посёлок основан в 1272 году

## Демография
| Численность населения муниципалитета по годам | Численность населения муниципалитета по годам | Численность населения муниципалитета по годам | Численность населения муниципалитета по годам | Численность населения муниципалитета по годам | Численность населения муниципалитета по годам | Численность населения муниципалитета по годам | Численность населения муниципалитета по годам | Численность населения муниципалитета по годам |
| --------------------------------------------- | --------------------------------------------- | --------------------------------------------- | --------------------------------------------- | --------------------------------------------- | --------------------------------------------- | --------------------------------------------- | --------------------------------------------- | --------------------------------------------- |
| 1801                                          | 1849                                          | 1900                                          | 1930                                          | 1960                                          | 1981                                          | 1991                                          | 2001                                          | 2004                                          |
| 6193                                          | 10 607                                        | 17 558                                        | 16 739                                        | 19 571                                        | 15 340                                        | 12 188                                        | 11 235                                        | 10 792                                        |

## Состав муниципалитета
В муниципалитет входят следующие районы:
1. Алгозинью
2. Азиньозу
3. Бемпошта
4. Бруньозу
5. Бруньозинью
6. Брусо
7. Каштаньейра
8. Каштелу-Бранку
9. Каштру-Висенте
10. Мейриньюш
11. Могадору
12. Парадела
13. Пенаш-Рояш
14. Переду-да-Бемпошта
15. Ремондеш
16. Салданья
17. Саньоане
18. Сотелу
19. Сан-Мартинью-ду-Пезу
20. Траванка
21. То
22. Уррош
23. Вале-да-Мадре
24. Вале-де-Порку
25. Валверде
26. Вентозелу
27. Вила-де-Ала
28. Вилар-де-Рей
29. Виларинью-душ-Галегуш